# Quatrième tour des éliminatoires de la zone Asie de la Coupe du monde de football 2018
Cet article donne les résultats du quatrième tour de la zone Asie pour les éliminatoires de la Coupe du monde 2018 qui se jouent du 5 au 10 octobre 2017.

## Format
Lors du quatrième tour, les deux équipes classées troisièmes des groupes du troisième tour s'affrontent dans le cadre d'un barrage aller-retour. Le gagnant se qualifie pour le barrage intercontinental contre le quatrième du cinquième tour de la zone CONCACAF.
L'ordre des deux matchs a été déterminé par la Confédération asiatique de football lors du tirage au sort du troisième tour. La troisième équipe du groupe A accueille ainsi le match aller, et le troisième du groupe B le match retour.

## Équipes qualifiées
| Groupe (3e tour) | Troisième place |
| ---------------- | --------------- |
| A                | Syrie           |
| B                | Australie       |

## Résultats et calendrier
Le match aller aura lieu le 5 octobre 2017 et le match retour se déroulera le 10 octobre 2017.
| Équipe 1 | Résultat | Équipe 2  | Aller | Retour   |
| -------- | -------- | --------- | ----- | -------- |
| Syrie    | 2 – 3    | Australie | 1 - 1 | 1 - 2 ap |

| 5 octobre 2017 | Syrie                                    | 1 - 1   | Australie                                 | Stade Hang Jebat, Malacca                       |                                                 |
| 20h30 (UTC+8)  | Al Somah 85e (pen.)                      | (0 - 1) | 40e Kruse                                 | Spectateurs : 2 150 Arbitrage : Alireza Faghani | Spectateurs : 2 150 Arbitrage : Alireza Faghani |
| 20h30 (UTC+8)  | Mobayed 13e · Khribin 78e · Al-Masri 87e | Rapport | 36e Risdon · 45+1e Milligan · 51e Degenek | Spectateurs : 2 150 Arbitrage : Alireza Faghani | Spectateurs : 2 150 Arbitrage : Alireza Faghani |

| 10 octobre 2017 | Australie                              | 2 - 1 ap | Syrie                                           | Stadium Australia, Sydney                        |                                                  |
| 20h00 (UTC+11)  | Cahill 13e 109e                        | (1 - 1)  | 6e Al Somah                                     | Spectateurs : 42 136 Arbitrage : Ravshan Irmatov | Spectateurs : 42 136 Arbitrage : Ravshan Irmatov |
| 20h00 (UTC+11)  | Leckie 25e · Milligan 42e · Jurić 120e | Rapport  | 48e Mardikian · 79e, 94e Al-Mawas · 88e Hamwiah | Spectateurs : 42 136 Arbitrage : Ravshan Irmatov | Spectateurs : 42 136 Arbitrage : Ravshan Irmatov |